# Oberwesterwaldkreis

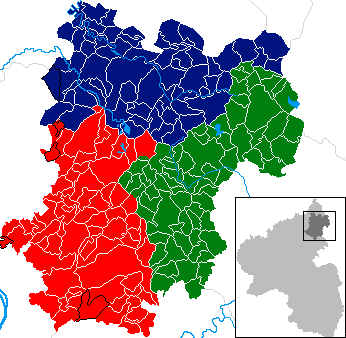
In Blau der Oberwesterwaldkreis von 1886 bis 1932 innerhalb des heutigen Westerwaldkreises

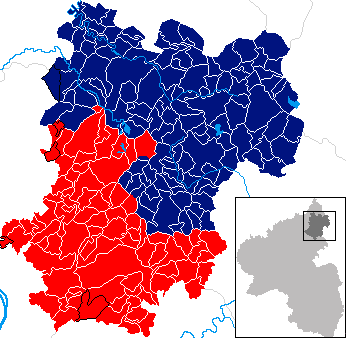
In Blau der Oberwesterwaldkreis von 1932 bis 1974 innerhalb des heutigen Westerwaldkreises

Der Oberwesterwaldkreis war bis 1974 ein Landkreis in Rheinland-Pfalz. Seine Kreisstadt war Westerburg.

## Geographie
Der Landkreis grenzte Anfang 1969 im Uhrzeigersinn im Nordwesten beginnend an den Landkreis Altenkirchen (Westerwald) (in Rheinland-Pfalz), an den Kreis Siegen (in Nordrhein-Westfalen), an den Dillkreis, den Oberlahnkreis und den Landkreis Limburg (alle in Hessen) sowie an den Unterwesterwaldkreis und an den Landkreis Neuwied (beide wiederum in Rheinland-Pfalz).

## Geschichte
Der Oberwesterwaldkreis entstand im Jahr 1867 nach der Annexion des Herzogtums Nassau durch Preußen in Folge des Deutschen Krieges. Dabei wurde die Provinz Hessen-Nassau in die zwei Regierungsbezirke Kassel für das Kurfürstentum Hessen und Wiesbaden für das Herzogtum Nassau aufgeteilt. Die Regierungsbezirke wurden wiederum in Kreise unterteilt. Der Oberwesterwaldkreis hatte seinen Sitz bis 1932 in Bad Marienberg. 1886 schied das ehemalige nassauische Amt Rennerod aus dem Oberwesterwaldkreis aus und wurde Teil des neuen Kreises Westerburg.
Zum Zwecke von Einsparungen bei den öffentlichen Haushalten wurde am 1. Oktober 1932 in Preußen eine Kreisreform durchgeführt, bei der zahlreiche kleinere Kreise aufgelöst wurden. Die drei bestehenden Westerwaldkreise wurden zu zwei Kreisen zusammengefasst. Der Nordteil des Kreises Westerburg wurde dabei mit dem Oberwesterwaldkreis zu einem neuen Kreis zusammengeschlossen. Der ursprünglich für den neuen Kreis vorgesehene Name Westerburg wurde durch Beschluss des Preußischen Staatsministeriums vom 27. September 1932 in Oberwesterwaldkreis geändert. Westerburg wurde Kreisstadt.
1944 wurde die Provinz Hessen-Nassau aufgeteilt, wobei der Oberwesterwaldkreis in die Provinz Nassau eingegliedert wurde. Nach dem Zweiten Weltkrieg wurde der Kreis Teil der französischen Besatzungszone. Diese wurde später in mehrere Länder aufgeteilt, wobei der Oberwesterwaldkreis zu Rheinland-Pfalz kam. Der zuständige Regierungsbezirk war bis 1968 Montabaur und danach der Regierungsbezirk Koblenz.
Durch die 1969 beginnenden Gebietsreformen in Rheinland-Pfalz verringerte sich die Zahl der Gemeinden des Kreises bis 1974 von ursprünglich 151 auf 115. Die Gemeinde Berod bei Hachenburg wechselte am 7. November 1970 aus dem Oberwesterwaldkreis in den Landkreis Altenkirchen. Gleichzeitig wechselte die Gemeinde Düringen aus dem Oberwesterwaldkreis in den Unterwesterwaldkreis und wurde dort nach Wölferlingen eingemeindet. Am 29. Januar 1971 wechselten auch die Gemeinden Niedersayn und Sainerholz in den Unterwesterwaldkreis.
Der Oberwesterwaldkreis fusionierte am 16. März 1974 mit dem Unterwesterwaldkreis zum Landkreis Westerwald. Dieser wurde bereits am 1. August 1974 in Westerwaldkreis umbenannt.

## Einwohnerentwicklung
| Jahr | Einwohner | Quelle |
| ---- | --------- | ------ |
| 1871 | 34.906    | [ 8 ]  |
| 1900 | 24.380    | [ 3 ]  |
| 1910 | 27.343    | [ 3 ]  |
| 1925 | 31.457    | [ 3 ]  |
| 1939 | 56.969    | [ 3 ]  |
| 1950 | 62.417    | [ 3 ]  |
| 1960 | 64.900    | [ 3 ]  |
| 1970 | 77.300    | [ 9 ]  |
| 1972 | 79.085    |        |

## Persönlichkeiten

### Landräte
- 1867–188400Theodor Wißmann
- 1884–188800Eduard zur Nedden
- 1888–189600Friedrich Schlosser
- 1896–190500Robert Büchting
- 1905–190800Arthur von Lucke[10]
- 1908–191800Heinrich Thon
- 1918–192800Werner Ulrici
- Dezember 1928 bis März 192900Theodor August Flesch
- 1929–193000Wilhelm von Nathusius
- 16. Februar 1931 bis 193200Ernst Beckmann
- 8. September 1933 bis 26. Juni 194000Karl Lorch
- September 1941 bis 194500Hans Hauer[10]
- 1945–195600Franz Schneider
- 1956–197400Heinrich Lingens[11]

### Vertreter des Kreises im Nassauischen Kommunallandtag
Von 1866 bis zur Verwaltungsreform 1885/86 waren jeweils zwei Vertreter des Kreises im Nassauischen Kommunallandtag vertreten. Danach wurde die Direktwahl eingeführt. Die vom Kreistag gewählten Mitglieder waren:
- Heinrich Bierbrauer (1868–1879)
- August Grimm (1868–1885)
- Friedrich Bayer (1873)
- Ferdinand Weber (1880)
- Wilhelm Baldus (1881–1886 (danach bis 1888 direkt gewählt))
- Matthias Schürg (1885)

## Gemeinden
Der Landkreis umfasste zuletzt drei Städte und 112 Ortsgemeinden:
| - Ailertchen - Alpenrod - Arnshöfen - Astert - Atzelgift - Bad Marienberg, Stadt - Bellingen - Berod bei Wallmerod - Berzhahn - Bilkheim - Bölsberg - Borod - Brandscheid - Bretthausen - Dreifelden - Dreisbach - Elbingen-Mähren - Elsoff - Enspel - Ettinghausen - Ewighausen - Fehl-Ritzhausen - Gehlert - Gemünden - Giesenhausen - Girkenroth - Großseifen - Guckheim - Hachenburg, Stadt | - Härtlingen - Hahn bei Marienberg - Hahn bei Wallmerod - Halbs - Hardt - Hattert - Heimborn - Hellenhahn-Schellenberg - Hergenroth - Herschbach (Oberwesterwald) - Heuzert - Höchstenbach - Höhn - Hof - Homberg - Hüblingen - Irmtraut - Kaden - Kirburg - Kölbingen - Kroppach - Kuhnhöfen - Kundert - Langenbach bei Kirburg - Langenhahn - Lautzenbrücken - Liebenscheid - Limbach - Linden | - Lochum - Luckenbach - Marzhausen - Merkelbach - Meudt - Mörlen - Mörsbach - Molsberg - Mudenbach - Mündersbach - Müschenbach - Neunkhausen - Neunkirchen - Neustadt/Westerwald - Niederahr - Niederroßbach - Nister - Nister-Möhrendorf - Nisterau - Nistertal - Norken - Oberahr - Oberrod - Oberroßbach - Pottum - Rehe - Rennerod - Roßbach - Rotenhain | - Rothenbach - Salz - Salzburg - Seck - Stahlhofen - Steinebach an der Wied - Stein-Neukirch - Stein-Wingert - Stockhausen-Illfurth - Stockum-Püschen - Streithausen - Unnau - Wahlrod - Waigandshain - Waldmühlen - Wallmerod - Weidenhahn - Welkenbach - Weltersburg - Westerburg, Stadt - Westernohe - Wied - Willingen - Willmenrod - Winkelbach - Winnen - Zehnhausen bei Rennerod - Zehnhausen bei Wallmerod |

In den Jahren 1969 und 1971 verloren die folgenden Gemeinden ihre Eigenständigkeit:
| - Altstadt, am 7. Juni 1969 zu Hachenburg - Bach, am 7. Juni 1969 zu Nisterau - Büdingen, am 7. Juni 1969 zu Nistertal - Dahlen, am 7. Juni 1969 zu Meudt - Düringen, am 7. November 1970 zu Wölferlingen - Ehringhausen, am 1. Januar 1969 zu Meudt - Eichenstruth, am 7. Juni 1969 zu Bad Marienberg - Eisen, am 7. Juni 1969 zu Meudt - Elbingen, am 7. Juni 1969 zu Elbingen-Mähren - Emmerichenhain, am 7. Juni 1969 zu Rennerod - Erbach, am 7. Juni 1969 zu Nistertal - Gershasen, am 7. Juni 1969 zu Westerburg - Hinterkirchen, am 7. Juni 1969 zu Langenhahn - Hintermühlen, am 1. April 1969 zu Langenhahn - Höhn-Urdorf, am 1. April 1969 zu Höhn - Hölzenhausen, am 7. Juni 1969 zu Langenhahn - Korb, am 7. Juni 1969 zu Unnau - Langenbach, am 7. Juni 1969 zu Bad Marienberg - Löhnfeld, am 7. Juni 1969 zu Liebenscheid - Mähren, am 7. Juni 1969 zu Elbingen-Mähren - Mittelhattert, am 7. Juni 1969 zu Hattert | - Mittelhofen, am 7. Juni 1969 zu Elsoff - Neuhochstein, am 1. April 1969 zu Höhn - Niederhattert, am 7. Juni 1969 zu Hattert - Niedermörsbach, am 7. Juni 1969 zu Mörsbach - Oberhattert, am 7. Juni 1969 zu Hattert - Obermörsbach, am 7. Juni 1969 zu Mörsbach - Obersayn, am 1. Mai 1969 zu Rothenbach - Oellingen, am 1. April 1969 zu Höhn - Pfuhl, am 7. Juni 1969 zu Nisterau - Püschen, am 7. Juni 1969 zu Stockum-Püschen - Sainerholz, am 20. März 1971 zu Ötzingen - Sainscheid, am 7. Juni 1969 zu Westerburg - Schmidthahn, am 7. Juni 1969 zu Steinebach - Schönberg, am 1. April 1969 zu Höhn - Stangenrod, am 7. Juni 1969 zu Unnau - Stockum, am 7. Juni 1969 zu Stockum-Püschen - Todtenberg, am 7. Juni 1969 zu Rotenhain - Weißenberg, am 7. Juni 1969 zu Liebenscheid - Wengenroth, am 7. Juni 1969 zu Westerburg - Zinhain, am 7. Juni 1969 zu Bad Marienberg |

Die Gemeinde Rotenhain hieß bis 1937 Rotzenhahn und die Gemeinde Neuhochstein hieß bis 1927 Kackenberg.

## Kfz-Kennzeichen
Am 1. Juli 1956 wurde dem Landkreis bei der Einführung der bis heute gültigen Kfz-Kennzeichen das Unterscheidungszeichen WEB zugewiesen. Es leitet sich von der ehemaligen Kreisstadt Westerburg ab und wurde bis zum 15. März 1974 ausgegeben.